# Plešivo
Plešivo é uma vila localizada no município de Brda na Eslovênia. Possuía uma população estimada de 220 habitantes em 2020.